# Lubojaty
Lubojaty (německy Laubias) je vesnice, část města Bílovec v okrese Nový Jičín. Nachází se asi 3,5 km na severovýchod od Bílovce. V roce 2009 zde bylo evidováno 143 adres. V roce 2001 zde trvale žilo 378 obyvatel.
Lubojaty je také název katastrálního území o rozloze 5,71 km2. V katastrálním území Lubojaty leží i Lhotka.

## Název
Jméno Lubojaty patří svým charakterem k místním jménům typickým pro nejstarší sídelní prostory (nepřetržitě osídlené od pozdního pravěku). Jisté je, že jméno je slovanské a že původně označovalo obyvatele vsi, jinak je však jeho výklad obtížný. V prvním dokladu z roku 1276 je na počátku jména ojedinělé H- (Hluboiat), které by mohlo ukazovat na staré hlúb - "košťál", ve druhé části jména by pak mělo být sloveso jieti - "brát", takže celek by označoval lidi, kteří kradli košťály (šlo by tedy o posměšné jméno). Pokud v první části jména bylo lub - "stromová kůra", jméno by znamenalo "lidé, kteří sbírali kůru stromů". Zápis z roku 1378 v podobě Luboged (v němž g značilo výslovnost j) by umožňoval uvažovat i o obyvatelském jménu Lubojedi - "lidé jedící kůru", případně "lidé, kteří rádi jedí" (lúbiti - "mít rád"). Všechny tyto domněnky jsou nicméně nejisté. Německé jméno vzniklo z českého.

## Historie
Lubojaty jsou nejstarší doloženou vsí na Bílovecku. První písemná zmínka o nich je v latinsky psané listině z roku 1276, která pojednává o sporu mezi hradišťským klášterem a Budislavem z Lubojat. Ten nechal v Lubojatech bez souhlasu kláštera postavit kapli, čímž poškodil nejen zájmy opata, ale i práva kostela v Pusté Polomi, do jejíž farnosti Lubojaty náležely. Celý spor byl urovnán dohodou o zachování kaple a povinnosti Budislava a jeho potomků odvádět pustopolomské faře pravidelný roční plat. Z existence kaple v roce 1276 se dá vyvodit, že osada musela být dostatečně osídlená již nějakou dobu před tímto datem.
Další písemná zmínka zaznamenává až v roce 1377 nabytí Lubojat a Bravinného Mikulášem z Malenovic při dělení Opavska. Přes několik dalších majitelů se dostáváme až do roku 1492, kdy Lubojaty získali Jan a Václav z Fulštejna a připojili je definitivně k bíloveckému panství. Zadlužené panství Fulštejnové prodali v roce 1543 pánům z Lidéřova a od nich přešlo v roce 1552 na Mikuláše Pražmu z Bílkova. Za Pražmů nastal rozvoj celého panství a s nimi i Lubojat. Urbář z roku 1606 zaznamenává, že v Lubojatech v té době žil fojt (rychtář), 13 sedláků a 3 domkáři (zahradníci). Celková roční renta vrchnosti z Lubojat činila v té době 239 zlatých a 18 grošů.
V roce 1628 bylo Pražmům jako stoupencům protihabsburského odboje panství zkonfiskováno a později zastaveno Hedvice Vilímovské z Kojkovic. Roku 1648 vyhrála dcera Karla Pražmy Bohunka Alžběta se svým manželem Václavem Zikmundem Sedlnickým z Choltic spor o bílovecké panství jako dědictví po matce. Panství pak Sedlničtí z Choltic drželi až do znárodnění v roce 1945.
Správu obce zajišťoval až do roku 1848 dědičný fojt, jeho volený zástupce – purkmistr a radní. Urbář z roku 1696 přináší podrobnější popis Lubojat. Ty tehdy měly 8 a čtvrt lánu půdy, dědičné fojtství (Ondřej Richter), 13 sedláků a 3 zahradníky. Výrazně se v té době zvyšují poddanské povinnosti. V roce 1736 byl dědičným fojtem Jan Richter. V roce 1784 je zřízená samostatná fara. Dochází také k růstu obce – zatímco roku 1768 měly Lubojaty 33 domů a 157 obyvatel, v roce v roce 1834 je to již 47 domů a 321 obyvatel.
Patent Josefa II. z roku 1781 o zrušení nevolnictví a zavedení mírnějšího poddanství lubojatským úlevu nepřinesl. Na povrch vedle stále vysokých požadavků Sedlnických vyplavaly i starší křivdy, hlavně nucený zábor a výměna pozemků v souvislosti se zřízením panského dvora Hany. V archivních spisech bíloveckého velkostatku můžeme najít zápis z roku 1792 nazvaný jako „Spor bíloveckého panství s obcí Lubojaty o jistá pole“ – v něm písař zaznamenal 12 bodů, ve kterých mluvčí obce František Damovský a Matěj Urbásek na spáchaná příkoří poukazují. Nápravy se ale lubojatští nedočkali.
V roce 1843 byl v Lubojatech kromě 47 domů také kostel s farou, škola, větrný mlýn, hájenka, chlévy pro ovce a valcha bíloveckých soukeníků. Stále více obyvatel přecházelo od zemědělství k nádenické a později i dělnické práci v Bílovci a ostravských železárnách a dolech. S tím souviselo i postupné bouření proti neúměrným poddanským povinnostem. Nepokoje se objevovaly na bílovecku už od poloviny 40. let a v Lubojatech naplno propukly na počátku roku 1847. Po otevřené vzpouře lubojatských sedláků proti robotě vrchnost odpověděla vězením pro nejodbojnější z nich a nakonec do Lubojat povolala vojenskou kompanii (rotu) pro obnovení klidu. Starý pořádek už ale neměl dlouhého trvání – hned v následujícím roce 1848 bylo za výkup zrušeno poddanství (s účinností od konce března 1849) a zavedeno obecní zřízení. Od té chvíle vykonával správu obce výbor a představenstvo v čele se starostou v tříletém volebním období.
V roce 1848 byla také u kostela postavena škola, kterou kromě lubojatských navštěvovaly i děti z Bítova a Lhotky. V roce 1866 byla při škole zřízena knihovna a roku 1877 provedena přístavba školy. Dnešní budova školy je z roku 1912. V Lubojatech působila v té době i řada spolků – např. sbor dobrovolných hasičů (od roku 1891), Dělnická tělovýchovná jednota, hospodářský spolek nebo Matice opavská.

## Pamětihodnosti
- kostel svatého Jiří

## Významní rodáci
- Oldřich Richterek (* 1940) – český vysokoškolský učitel a rusista